# Edson Stroll
Edward Roy „Edson“ Stroll (* 6. Januar 1929 in Chicago, Illinois; † 18. Juli 2011 in Marina del Rey, Kalifornien) war ein US-amerikanischer Schauspieler und Bodybuilder mit einer 53 Jahre umfassenden Karriere. Manche Quellen geben als Geburtsname auch den Namen Edson Roy Stroll an, selten Edwon.

## Leben
Stroll war der Sohn der in Warschau geborenen Schneiderin Estelle Rose Letta und des in Deutschland geborenen Innenarchitekten Charles Stroll. 1934 ließen sich seine Eltern scheiden; sein Vater heiratete 1937 Ruth H. Purdy in zweiter Ehe. Aus dieser Beziehung hatte Stroll einen jüngeren Stiefbruder namens Bertram. Edson lebte zunächst mit seiner Mutter in New York City, zum Zeitpunkt der Volkszählung von 1940 – im Alter von elf Jahren – war Edson jedoch in einem Waisenhaus gemeldet. Sein Vater und sein Stiefbruder starben im Jahr 1946, als Edward 17 Jahre alt war.
Nach seinem Abschluss an der William Howard Taft High School diente er zunächst bei der United States Navy, wo er seine Liebe für das Meer und die Seefahrt entdeckte, die ihn sein Leben lang begleiten sollte. Er war dem Construction Battalion (CB; umgangssprachlich auch Seabees) der Naval Construction Force (NCF) zugeteilt, der Bau- und Instandhaltungstruppen innerhalb der US Navy.
Nach seiner Zeit beim Militär begann er zunächst eine Karriere als professioneller Bodybuilder und arbeitete in den 1950er- bis in die 1960er-Jahre auch als so genanntes „Beefcake“-Modell: eine Form der Glamour-Fotografie, deren Bezeichnung erstmals vom Hollywood-Kolumnisten Sidney Skolsky geprägt wurde und die sich dem männlichen Körper widmete und oft auch erotische Akte umfasste. Dank eines Fulbright-Stipendiums absolvierte Stroll später eine Schauspiel- und Gesangsausbildung am American Theatre Wing in New York City und arbeitete als Schauspieler.
In den 1960er-Jahren erhielt er von der US-Küstenwache die Lizenz zum Führen von Handelsschiffen. 1969 qualifizierte er sich als Schiffsgutachter und trat häufig als Sachverständiger in Schiffsgerichtsverfahren auf. Er erwarb zudem verschiedene Lizenzen, unter anderem als zertifizierter Immobiliengutachter, Umweltbeauftragter (EPA) und wurde Mitglied der American Arbitration Association. In den 1960er-Jahren war Stroll auch Mitinhaber eines Herrenmodegeschäfts in Beverly Hills. Privat war der Ersthelfer Mitglied des Marina Venice Yacht Club und der Classic Yacht Association.
Stroll lebte über dreißig Jahre in einer Beziehung mit Anita Winters, war jedoch nie verheiratet, noch hatte er Kinder. Er starb im Alter von 82 Jahren an den Folgen einer Krebserkrankung. Seine  Asche wurde den Hinterbliebenen übergeben und verstreut.

## Karriere
Nach seiner Schauspiel- und Gesangsausbildung erhielt Stroll einen Künstlervertrag für „Darbietungen und Vorstudien“ bei der National Broadcasting Company. Er war Ensemblemitglied bei verschiedenen nationalen Theatergruppen und spielte landesweit Tourneetheater, hatte aber auch Auftritte am Broadway. So spielte er in den Jahren 1951 und 1952 als Edward Stroll in dem Bühnenstück Stalag 17 und 1956 als Ed Stroll im Musical Shangri-La. Zu weiteren Produktionen abseits des Broadways gehörten unter anderem The Pajama Game, Carousel, Showboat, The Bells Are Ringing, Oklahoma!, The Best Man, On the Town, The Heiress, Fair Game und Three Wishes for Jamie. Er trat auch drei Spielzeiten lang beim New York Shakespeare Festival (NYSF) auf.
In der Kolumne von Herbert Luft im Hollywood Reporter schrieb dieser über Stroll, dass er „ein jüdischer Junge aus Chicago [sei], der sich im Film (Schneewittchen und die drei Stooges) durchgesetzt hat, nachdem er viel im Fernsehen gearbeitet hat.“ […] „Nach seinem Abschluss an der William Howard Taft High School im Alter von 17 Jahren, nachdem er in einer Schulproduktion von How Boots Fooled the King mitgewirkt hatte, ging Edwon als „Seabee“ zur Navy und schrieb sich nach seiner Rückkehr am American Theatre Wing ein, wo er als Biff in Death of a Salesman, in Blythe Spirit und Home of the Brave auftrat und sich später um eine Broadway-Show bemühte. Es gelang ihm, eine kleine Rolle mit Patsy Kelly und Harold Land in On the Town zu bekommen. Infolge guter Kritiken erhielt Stroll die Rolle des Curly in einer Tournee von Oklahoma und aufgrund seiner feinen Gesangsstimme ein weiteres Engagement als Billy Bigelow in Carousel, beides für die Herren Rodgers und Hammerstein. Als Nächstes übernahm er die Rolle des John Raitt in einer Tournee-Show von Three Wishes for Jamie“.
Zu seinen Verwandten gehörten der Produzent und Drehbuchautor Jack Rose, der Produzent Edward Rose und der Autor Si Rose. Stroll erwähnte später in einem Interview: „Keiner von ihnen hat mir je einen Job gegeben.“ Er war stolz auf die Tatsache, dass er seinen ersten Filmvertrag schließlich allein bekommen hatte.
Eine erste Rolle vor der Kamera hatte Stroll 1958 als Jim in der Fernsehserie Wie angelt man sich einen Millionär?. Es folgten weitere Gastrollen in Fernsehserien. 1960 verkörperte er „Dynamite“ in dem Elvis-Presley-Film Café Europa. Im selben Jahr war er an der Seite von Donna Douglas in der bekannten Folge Eye of the Beholder der Mystery-Serie Unwahrscheinliche Geschichten (The Twilight Zone) als Walter Smith zu sehen und 1962 als junger John Holt in der Folge The Trade-Ins. Eine erste Hauptrolle im Film hatte er 1961 in Schneewittchen & The Three Stooges, einer Komödie der gleichnamigen drei Stooges. Ein Jahr später war er auch in der Stooges-Komödie The Three Stooges in Orbit zu sehen.
Seinen Durchbruch hatte er von 1962 bis 1966 als Virgil Edwards in 138 Folgen der Fernsehserie McHale’s Navy mit Ernest Borgnine in der Hauptrolle. In den Jahren 1964 und 1965 wurden zudem zwei abendfüllende, auf der Serie basierende Spielfilme in Farbe produziert: McHale’s Navy sowie McHale’s Navy Joins the Air Force, die im deutschsprachigen Raum beide unter dem Titel Unternehmen Pferdeschwanz veröffentlicht wurden. Für die Serie war er aufgrund seiner Ausbildung und Zeit bei der US Navy auch der technische Berater. Ab Ende der 1960er-Jahre arbeitet er als Schiffsführer und Gutachter und kehrte, mit einer Ausnahme, erst 1982 zur Schauspielerei zurück. So spielte er 1983 Carlson in fünf Folgen der Krankenhausserie General Hospital und war bis 1991 wieder regelmäßig in Fernsehserien und Fernsehfilmen zu sehen. Einen letzten Auftritt vor der Kamera hatte er 2009 in Bad Memories.
Neben seiner Arbeit vor der Kamera arbeitete er auch als Synchronsprecher, Dialogregisseur und bildete Voiceover-Sprecher aus. Er arbeitete auch in der Werbung, unter anderem für Kodak.
Stroll, der Mitglied der Schauspielergewerkschaften SAG-AFTRA und der Actors’ Equity Association (AEA) war, wurde im deutschen Sprachraum unter anderem von Lothar Blumhagen, Peter Reinhardt, Herbert-Günther Schmidtke und Jochen Schröder synchronisiert.

## Filmografie (Auswahl)
- 1958: Wie angelt man sich einen Millionär? (Fernsehserie)
- 1959: Morgen bist du dran
- 1959: Congressional Investigator (Fernsehserie)
- 1960: Wilder Westen Arizona (Fernsehserie)
- 1960: Abenteuer unter Wasser (Fernsehserie)
- 1960: Anwalt der Gerechtigkeit (Fernsehserie)
- 1960: Menschen im Weltraum (Fernsehserie)
- 1960: Café Europa
- 1961: Schneewittchen & The Three Stooges
- 1961: Teufelskerle in Fernost
- 1960, 1962: Unwahrscheinliche Geschichten (Fernsehserie)
- 1962: The Three Stooges in Orbit
- 1962–1966: McHale’s Navy (Fernsehserie)
- 1964: Unternehmen Pferdeschwanz (Fernsehfilm)
- 1965: Unternehmen Pferdeschwanz (Fernsehfilm)
- 1967: It’s About Time (Fernsehserie)
- 1975: The Lost Saucer (Fernsehserie)
- 1982: Rosie: The Rosemary Clooney Story (Fernsehfilm)
- 1983: General Hospital (Fernsehserie)
- 1985: Mord ist ihr Hobby (Fernsehserie)
- 1985: Hotel (Fernsehserie)
- 1986: E.G. Daily: Say It Say It (Musikvideo)
- 1986: Der Denver-Clan (Fernsehserie)
- 1987: J. Edgar Hoover (Fernsehfilm)
- 1982–1988: Simon & Simon (Fernsehserie)
- 1991: Dallas (Fernsehserie)
- 2009: Bad Memories